# Cheikh Benssedick
Cheikh Benssedick, né Mohamed Benssedick en 1911 à Renault (actuellement Sidi M'Hamed Ben Ali en Algérie) et décédé le 18 ou 28 avril 1980 à Mostaganem ou Sidi M'Hamed Ben Ali en Algérie, est un homme politique français.